# 需要創出
需要創出 (英: Demand generation)、または需要喚起、需要生成は、商品への認識と関心を高めるためのターゲットを絞ったマーケティング施策である。 対企業 (B2B)、対政府 (B2G)、対消費者 (B2C) の販売サイクルで一般的に使用される需要創出施策では、複数のマーケティング手法を用いて、販売プロセスとマーケティング施策を組み合わせて実行する。 
需要創出プロセスにはいくつかの段階があり、販売規模と複雑さによって異なる複数の要素が絡んでくる。認知獲得、ポジショニング、ソリューション検証支援、顧客評価の軽減が含まれます。需要創出の方法論については、アメリカ合衆国の販売・広告の実務書の著作者であったサミュエル・ローランド・ホールによるAIDMA (アイドマ; 注意、関心、欲求、記憶、行動) がある。

## 認知を獲得する
需要創出は、企業内のマーケティングと営業が一緒に取り組むべき総合的なアプローチである。 さまざまなリード育成キャンペーンとマーケティング施策を通じて、需要創出の取り組みは、ブランドと潜在顧客との間に長期的な関係を構築すると同時に、そのブランドの製品/サービスに対する見込み客の購入意欲を測定・開発することを目的としている。 ブランドまたは製品/サービスの認知度を高めることは、需要創出プロセスの重要な要素であり、多くの場合、継続的な努力が必要であり、マーケティングの複数の手法が関係する。 
高度な需要創出プログラムは通常、より伝統的な市場プログラムとプロセスによってサポートされる何らかの形の積極的なリード生成活動に依存しています。これは、需要創出プログラムは、見込み客がニーズや問題を認識しており、解決策を探すときにそれを解決しようとしていると想定する傾向があるためです。見込み客が問題を抱えていることに（意識的に、または少なくとも無意識のうちに）気付いていない場合、需要創出は効果的ではない可能性があります。したがって、補助的なリードジェネレーション活動が必要です。

## 探されやすくする
需要創出を考えるマーケティング担当者が焦点を当てる2番目の重要な領域は、見込み客が特定のソリューション分野のベンダーを探すときに、自社を確実に見つけられるようにすることである。これもまた、さまざまな手法とツールを使用して実現される。多くの場合、認知を高めるために使用されるツールと重複するが、力を入れるポイントが異なる。
- 検索エンジン広告–特定のカテゴリのキーワード、またはソリューションスペース内の既知の競合他社が検索されたときに表示される、検索エンジン上の広告の購入[6]。
- 検索エンジン最適化–さまざまな手法を使用して、特定のカテゴリのキーワード、またはソリューションスペース内の既知の競合他社が検索されたときに、検索エンジンの結果における自社Webサイトの順位をあげる[7] [8]。
- ウェビナーまたはセミナー–オンラインのWebベースのセミナー、または会議室でのセミナーで、見込み客がベンダーのソリューション、その使用方法、および事例を理解できるようにする[9]。
- デモンストレーションと無料トライアル–簡単にアクセスできる、多くの場合オンラインのツールで、ソリューションをデモンストレーションしたり、期間限定または機能に制約のあるトライアルバージョンにアクセスして、将来の購入者がソリューションとそのニーズに適合していることを理解できるようにする。

## ソリューション検証を進める
需要創出とリード生成はよく混同される。需要を販売につなげるのは全く異なるタスクである。ただし、多くの企業は、リード生成を行っている組織の事を需要創出部門と呼んでいる。 
購入プロセスのこの後半のフェーズでは、選択したベンダーが顧客の要件を満たしていることを検証し、コスト、契約条件、サポート、およびサービスについてベンダーと合意し、購入プロセスを完了する。
これには、多くの場合、営業担当者や成功事例の顧客など、他の組織および組織外のリソースの関与を調整することが含まれる。
- マーケティングツール–ソリューションのより詳細な評価と検証のために設計されたトライアル、デモンストレーション、ホワイトペーパー、およびセミナー
- 事例顧客の管理–潜在顧客に現在（または過去の時点）の顧客視点を提供することをいとわない事例顧客の育成、管理、および選択。
- 営業の巻き込み–契約交渉、使用条件、承認など、購入プロセスの最終段階を進めるために見込み客とやり取りするための適切な販売リソースの調整。